# Эриссон (Алье)
Эриссо́н (фр. Hérisson) — коммуна во Франции, находится в регионе Овернь. Департамент коммуны — Алье. Административный центр кантона Эриссон. Округ коммуны — Монлюсон.
Код INSEE коммуны — 03127.

## Население
Население коммуны на 2008 год составляло 676 человек.
| 1962 | 1968 | 1975 | 1982 | 1990 | 1999 | 2008 |
| ---- | ---- | ---- | ---- | ---- | ---- | ---- |
| 916  | 1043 | 979  | 872  | 801  | 709  | 676  |

## Экономика
В 2007 году среди 348 человек в трудоспособном возрасте (15—64 лет) 246 были экономически активными, 102 — неактивными (показатель активности — 70,7 %, в 1999 году было 68,2 %). Из 246 активных работали 211 человек (111 мужчин и 100 женщин), безработных было 35 (15 мужчин и 20 женщин). Среди 102 неактивных 17 человек были учениками или студентами, 56 — пенсионерами, 29 были неактивными по другим причинам.

## Достопримечательности
- Галльские оборонительные стены.
- Средневековый замок (X и XIV века). Исторический памятник.
- Романская церковь Шатлуа (XII век). Исторический памятник.
- Колокольня Сен-Совёр (XIII век). Исторический памятник с 1927 года. Шпиль покрыт деревянной черепицей, изготовленной из местной акации.
- Церковь Нотр-Дам (XIX век).
- Часовня на Голгофе (XIV век).
- Часовня Сент-Этьен (XIV век).

## Фотогалерея

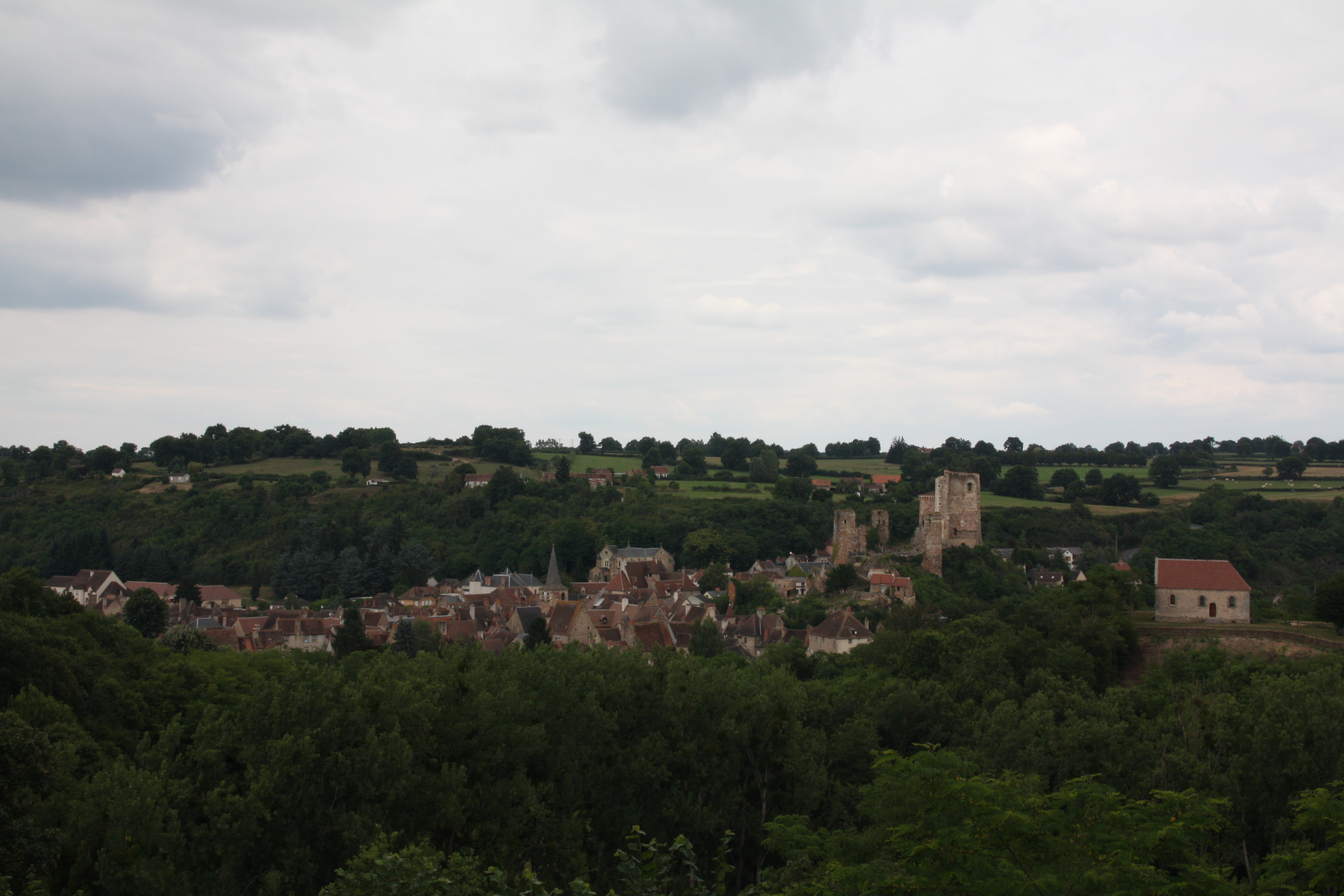
Эриссон
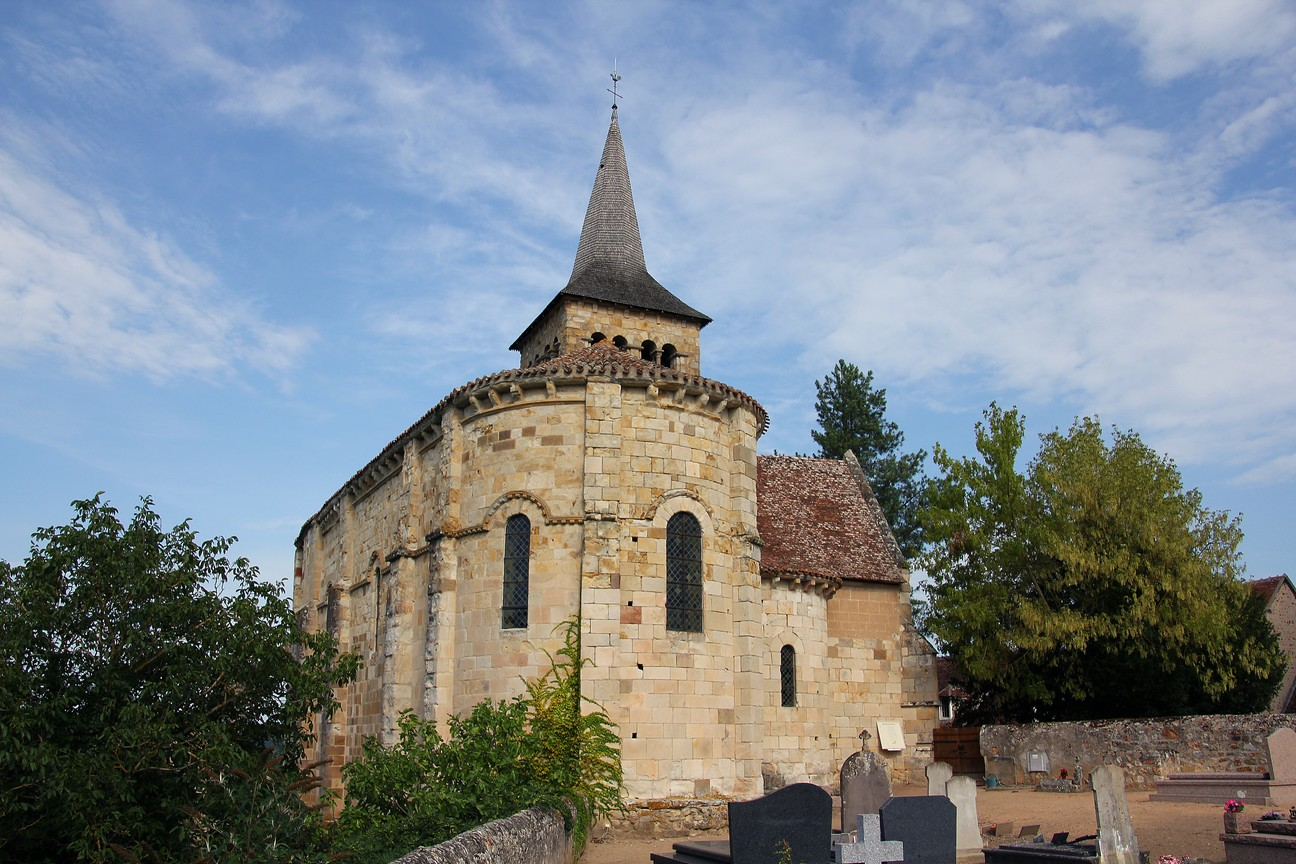
Церковь Шатлуа
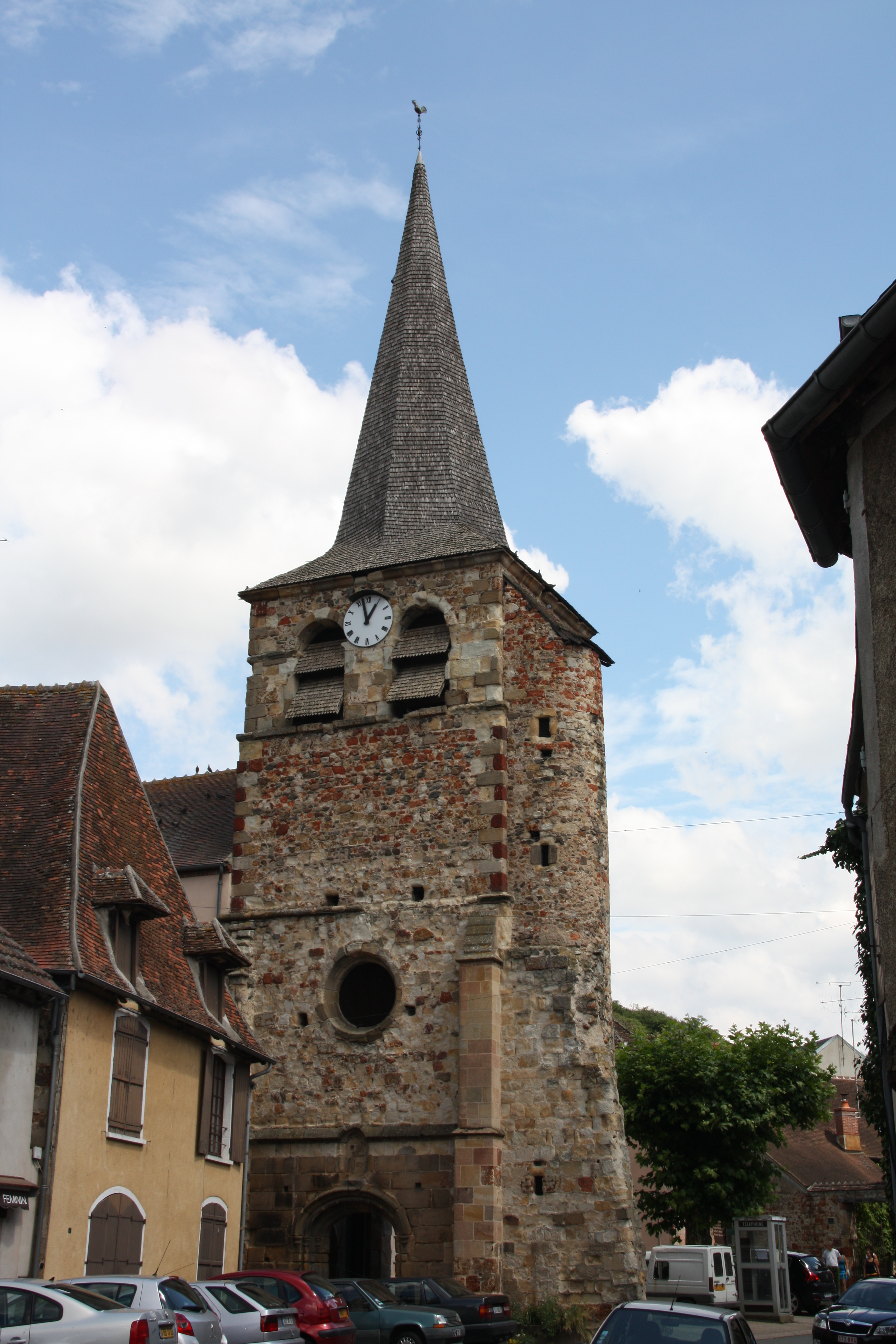
Колокольня Сен-Совёр
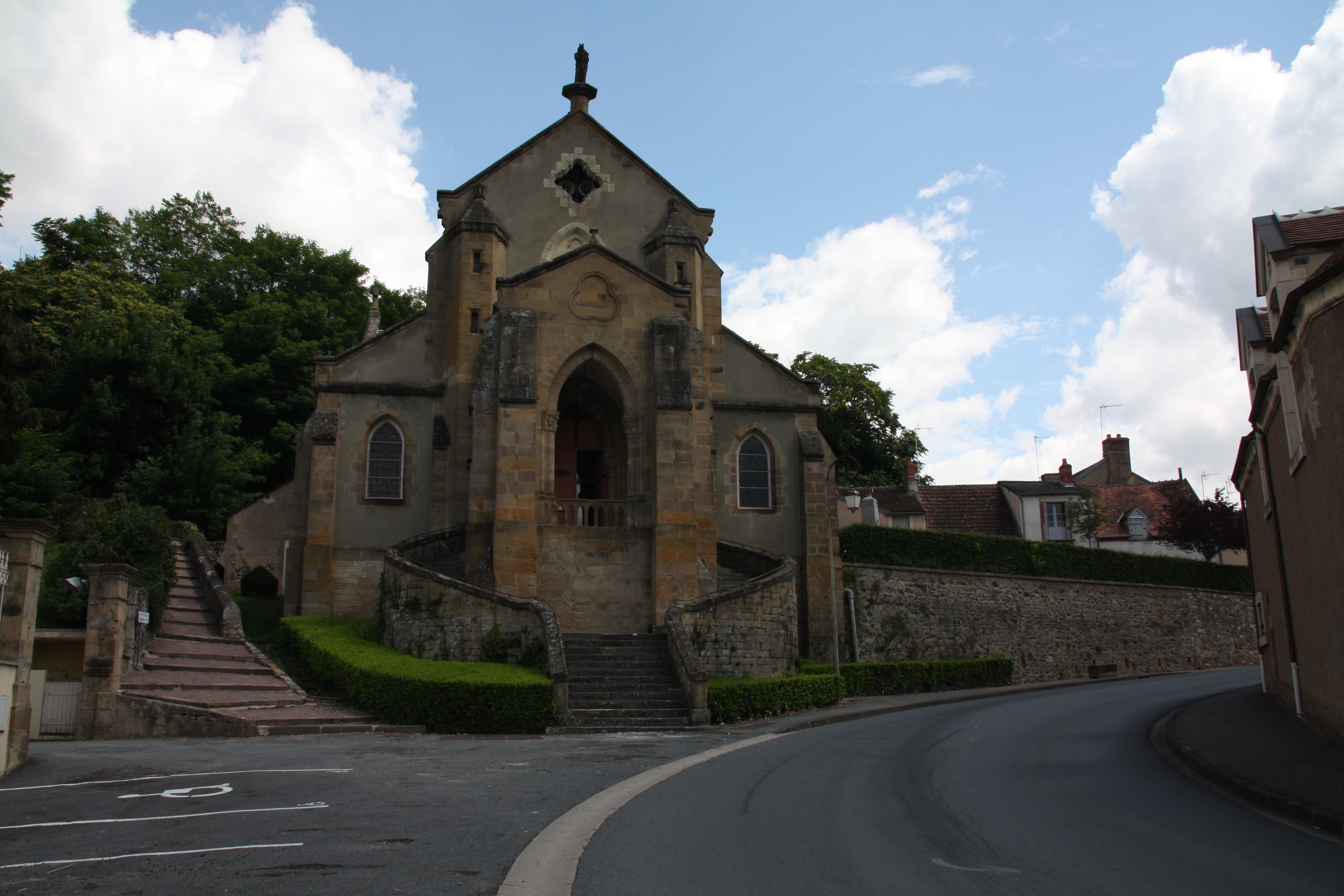
Церковь Нотр-Дам
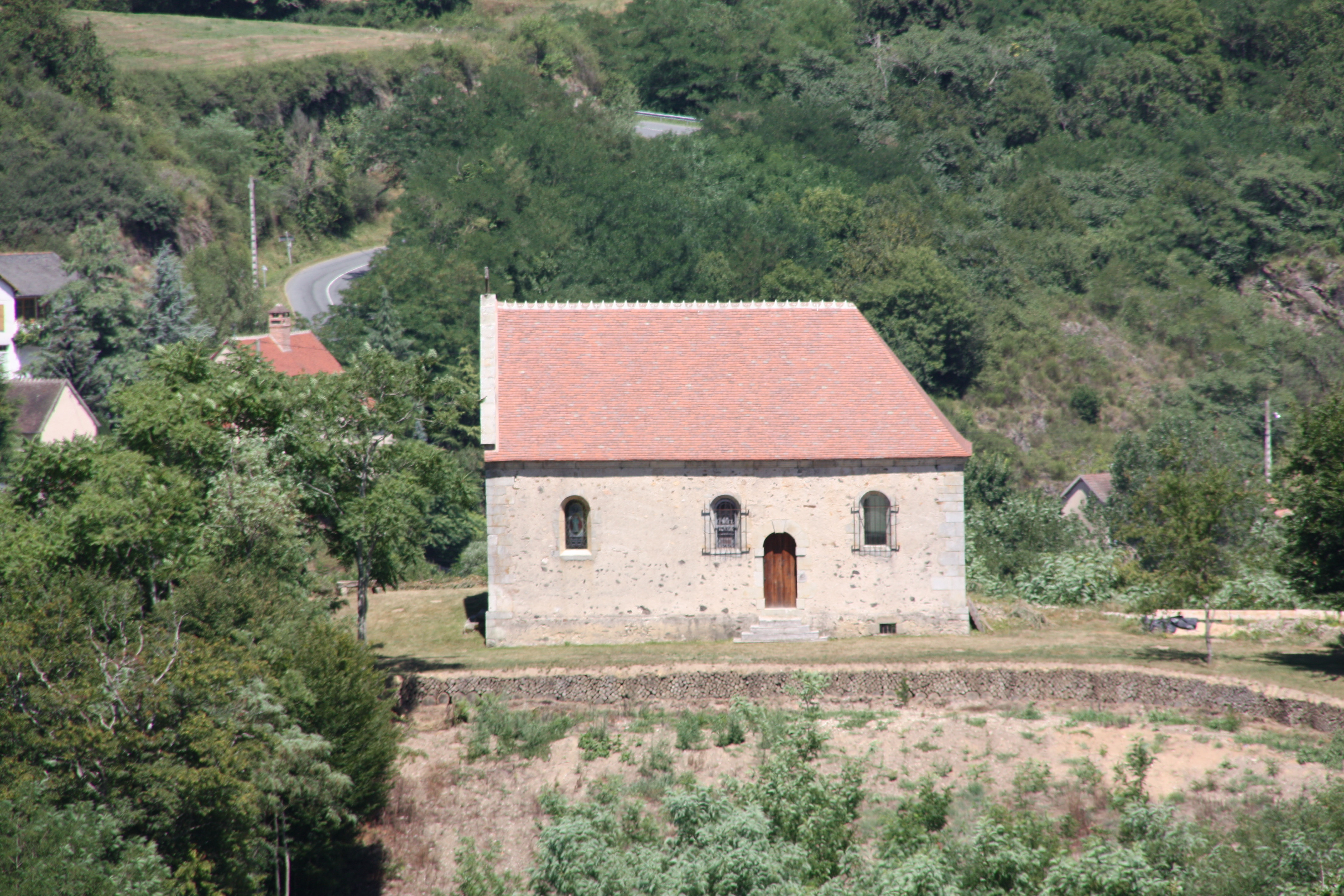
Часовня на Голгофе